# Penca Hill
Der Penca Hill (in Chile Cerro Penca) ist ein 217 m hoher Hügel auf der Livingston-Insel im Archipel der Südlichen Shetlandinseln. Er ragt nahe der Basis der Ray Promontory auf der Byers-Halbinsel auf.
Wissenschaftler der 25. Chilenische Antarktisexpedition (1970–1971) nahmen die Benennung vor. Der Benennungshintergrund ist unklar. Der Begriff Penca steht im Spanischen für die Sprossachse bei Pflanzen, lässt sich aber auch mit „fleischiges Blatt“, „Artischocke“ und „Mariendistel“ übersetzen. Das UK Antarctic Place-Names Committee übertrug die Benennung 1978 in einer Teilübersetzung ins Englische.